# Auguste Eichhorn

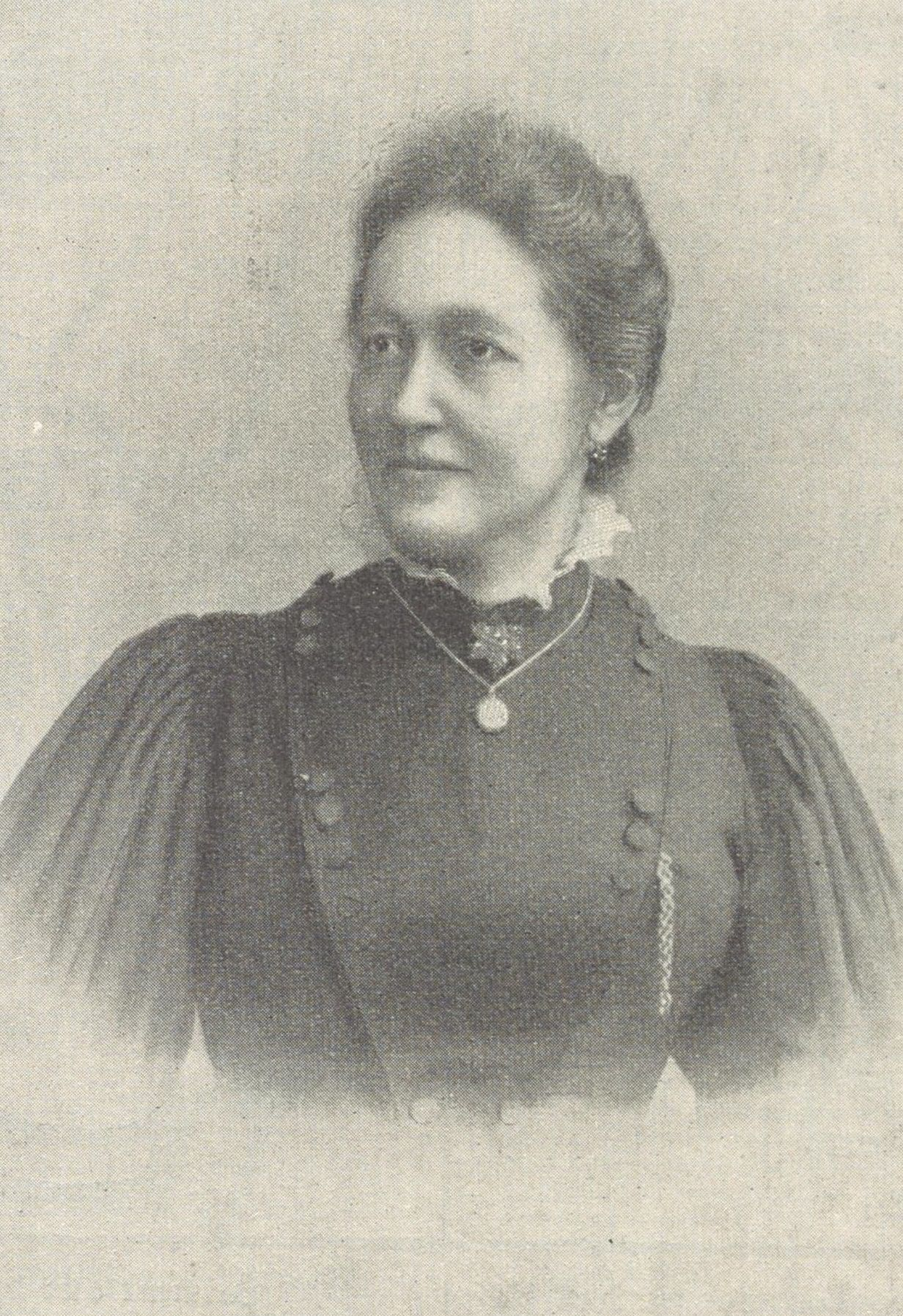
Auguste Eichhorn

Auguste Eichhorn, geborene Strohbach, (* 29. September 1851 in Chemnitz; † 1. Juni 1902 in Dresden) war eine Weberin, die zu den Mitbegründerinnen der proletarischen Frauenbewegung zählte und 1894 maßgeblich an der Gründung des Arbeiterinnen-Bildungsvereins in Dresden beteiligt war. 

## Leben
Auguste Strohbach wurde in die katastrophalen Lebensbedingungen einer Chemnitzer Weberfamilie hineingeboren. Ihr Vater starb kurz nach ihrer Geburt, sehr jung, aber verbraucht und erschöpft vom harten, unmenschlichen Arbeitsalltag eines Textilarbeiters im sächsischen Manchester und ihre Mutter heiratete wenig später – möglicherweise nur aus wirtschaftlichen Gründen – ein zweites Mal.
Die Halbwaise Auguste lernte schon früh Hunger und Entbehrungen kennen. Sie arbeitete im Dienst der aufstrebenden Chemnitzer Textil- und Maschinenfabrikanten für einen geringen Lohn als „Fabrikmädchen“ und besuchte außerhalb ihres Arbeitsalltages die Volksschule, wo sie notdürftig Lesen, Schreiben und Rechnen lernte.
Ihr erster Ehemann erwies sich als ein brutaler, vom Existenzkampf verbitterter Prolet, der seine Wut gewalttätig an seiner jungen Frau abreagierte. Auguste fand jedoch im Gegensatz zu vielen anderen Leidensgenossinnen die Kraft, aus dieser Ehehölle auszubrechen und ließ sich scheiden, obwohl ihr das Los vieler geschiedener Frauen bekannt war. Doch sie hatte Glück, sie lernte den Steinmetz Eichhorn kennen, einen engagierten Sozialisten, den sie bald darauf heiratete und der ihr ein treuer und liebender Gefährte wurde. Die Arbeitslosigkeit Eichhorns trieb die junge Familie 1871 in die Schweiz, ebenso bestimmte um 1875 die Hoffnung auf einen besseren Verdienst ihre Übersiedlung nach Leipzig, wo die Eichhorns bis zu ihrer 1888 auf Grundlage des Sozialistengesetzes erfolgten Ausweisung lebten und arbeiteten.
Ein Wendepunkt im Leben der Auguste Eichhorn war das Lesen des 1879 erstmals erschienenen Werkes Die Frau und der Sozialismus von August Bebel, das sie in ihren eigenen – vor allem in Chemnitz gemachten – Erfahrungen bestätigte und gleichzeitig ermutigte, selbst politisch zu arbeiten. Ihr Mann betätigte sich bereits als sozialdemokratischer Agitator in Leipzig, vor allem nachdem Bismarck 1881 den Belagerungszustand über Leipzig verhängt hatte. Deswegen galt Eichhorn als Aufwiegler der Steinmetze.
Nach Aussperrungen der Leipziger Steinmetze und nach darauf folgenden Massenprozessen mussten die Eichhorns 1888 die Messestadt verlassen. Sie zogen nach Dresden, wo sich die kluge und energische Auguste bald als eine der Begründerinnen und Führerinnen der proletarischen Frauenbewegung etablierte. Die aufopferungsvolle Mitkämpferin Clara Zetkins initiierte 1894 maßgeblich die Gründung des Dresdner Arbeiterinnen-Bildungsvereins, wo sie den Arbeiterinnen vor allem – aber nicht nur – die marxistische Lehre vermittelte. Während dieser Zeit musste sie einen weiteren Schicksalsschlag verarbeiten, ihr Ehemann, der auch in Dresden in den vorderen Reihen der Arbeiter kämpfte, verstarb wenige Tage nach dem Verbüßen einer erneuten politischen Haftstrafe an einem Lungenleiden.
Auguste Eichhorn setzte trotzdem ihre politische Arbeit fort und ernährte ihre Kinder allein. Ihr Wirkungskreis vergrößerte sich rasch, die Arbeiterinnen und Arbeiter vertrauten ihr zunehmend und delegierten sie schließlich zu den Parteitagen der SPD in Köln, Gotha und Hamburg. Aber sie erkrankte bald an Tuberkulose und ihr Gesundheitszustand verschlechterte sich rasant. Sie übertrug ihre Aufgaben an jüngere Frauen und verstarb nach langem Leiden am 1. Juni 1902.